# او-۴۵۹
او-۴۵۹ (به آلمانی: U-459) یک او-بوت بود که طول آن ۶۷٫۱ متر (۲۲۰ فوت ۲ اینچ) و ارتفاع آن ۱۱٫۷ متر (۳۸ فوت ۵ اینچ) بود. این زیردریایی در سال ۱۹۴۱ ساخته شد.

## تاریخچه عملیاتی
او-۴۵۹ به فرماندهی ناوسروان گئورگ فون ویلاموویتس-مولندورف، نخستین ماموریت سوخت‌رسانی دریایی خود را روز ۲۲ آوریل سال ۱۹۴۲ به انجام رساند. در این مورد دیداری با او-۱۰۸ در ۶۰۰ کیلومتری شمال شرق برمودا صورت گرفت. او-۵۲۴ نخستین فروند از ۲۴ او-بوت تدارکاتی بود که فرماندهی عالی کریگس‌مارینه پس از ورود ایالات متحده به جنگ به اقیانوس اطلس می‌فرستاد.